# Gaetano de Lai
Gaetano de Lai (ur. 30 lipca 1853 w Malo, zm. 24 października 1928 w Rzymie) – włoski duchowny katolicki, wysoki urzędnik Kurii Rzymskiej, kardynał.
W latach 1867–1870 uczył się w seminarium w rodzinnej diecezji Vicenza. Studiował następnie na Pontyfikalnym Seminarium S. Apolinare w Rzymie. Uzyskał doktoraty z teologii, filozofii i utroque iure po czym przyjął święcenia kapłańskie w Niedzielę wielkanocną 16 kwietnia 1876 z rąk kardynała Costantino Patrizi Naro. Od 1878 był pracownikiem Świętej Kongregacji Soboru i jednocześnie wykładał w rzymskim seminarium. W 1891 został podsekretarzem, w czerwcu 1903 prosekretarzem, a w listopadzie 1903 sekretarzem Kongregacji Soboru. W 1897 otrzymał tytuł prałata domowego Jego Świątobliwości.
Na konsystorzu z grudnia 1907 został kreowany kardynałem diakonem i otrzymał kościół tytularny San Nicola in Carcere. 20 października 1908 mianowany sekretarzem Świętej Kongregacji Konsystorialnej. Funkcję tę pełnił aż do śmierci. Odpowiadał za walkę z modernizmem przez co został nazwany "jedną z najbardziej bezlitosnych kurialnych maszyn do usuwania wszystkiego, co trąciło modernizmem, także tylko domniemanym". Był przewodniczącym jednej z komisji kodyfikujących kodeks prawa kanonicznego, a także komisji reorganizującej Kurię Rzymską. 27 listopada 1911 został mianowany kardynałem-biskupem Sabiny, co wiązało się z przyjęciem święceń biskupich. Sakry udzielił mu w Kaplicy Sykstyńskiej sam papież Pius X. Brał udział w konklawe 1914 i 1922 roku. Od 1919 był wicedziekanem kolegium kardynalskiego. Reprezentował papieża na różnych kongresach i synodach diecezjalnych. W 1924 został administratorem diecezji Poggio Mirteto, w 1925 jej biskupem, a samą diecezję połączono z Sabina. Pochowany został na cmentarzu Campo Verano. W 1929 ciało przeniesiono do kościoła w jego rodzinnym mieście.